# Tour de Broue
 (mai 2011).
Si vous disposez d'ouvrages ou d'articles de référence ou si vous connaissez des sites web de qualité traitant du thème abordé ici, merci de compléter l'article en donnant les références utiles à sa vérifiabilité et en les liant à la section « Notes et références ».
La tour de Broue est l'un des derniers vestiges d'un ancien château fort du XIe siècle établi sur la colline du Puy, un puissant promontoire, dominant l'ancien golfe de Saintonge sur le territoire de la commune française de Saint-Sornin dans le département de la Charente-Maritime, en région Nouvelle-Aquitaine.
Le donjon quadrangulaire de 25 mètres de haut est inscrit à l'inventaire supplémentaire des monuments historiques depuis 1925, et doit sa sauvegarde à l'« association des amis de Saint-Sornin », qui finança en partie une campagne de consolidation entre 1993 et 1997. L'ensemble des vestiges ont été inscrits par arrêté du 12 avril 2024. 
Aujourd'hui mis en valeur, des sentiers de promenade, une aire de pique-nique et un musée ont été aménagés à proximité. Un sentier de grande randonnée balisé, le GR 360, passe à proximité du site.

## Localisation
La tour de Broue se dresse sur une motte rocheuse oblongue au milieu des marais de Brouage, sur la commune de Saint-Sornin, dans le département français de la Charente-Maritime.

## Historique

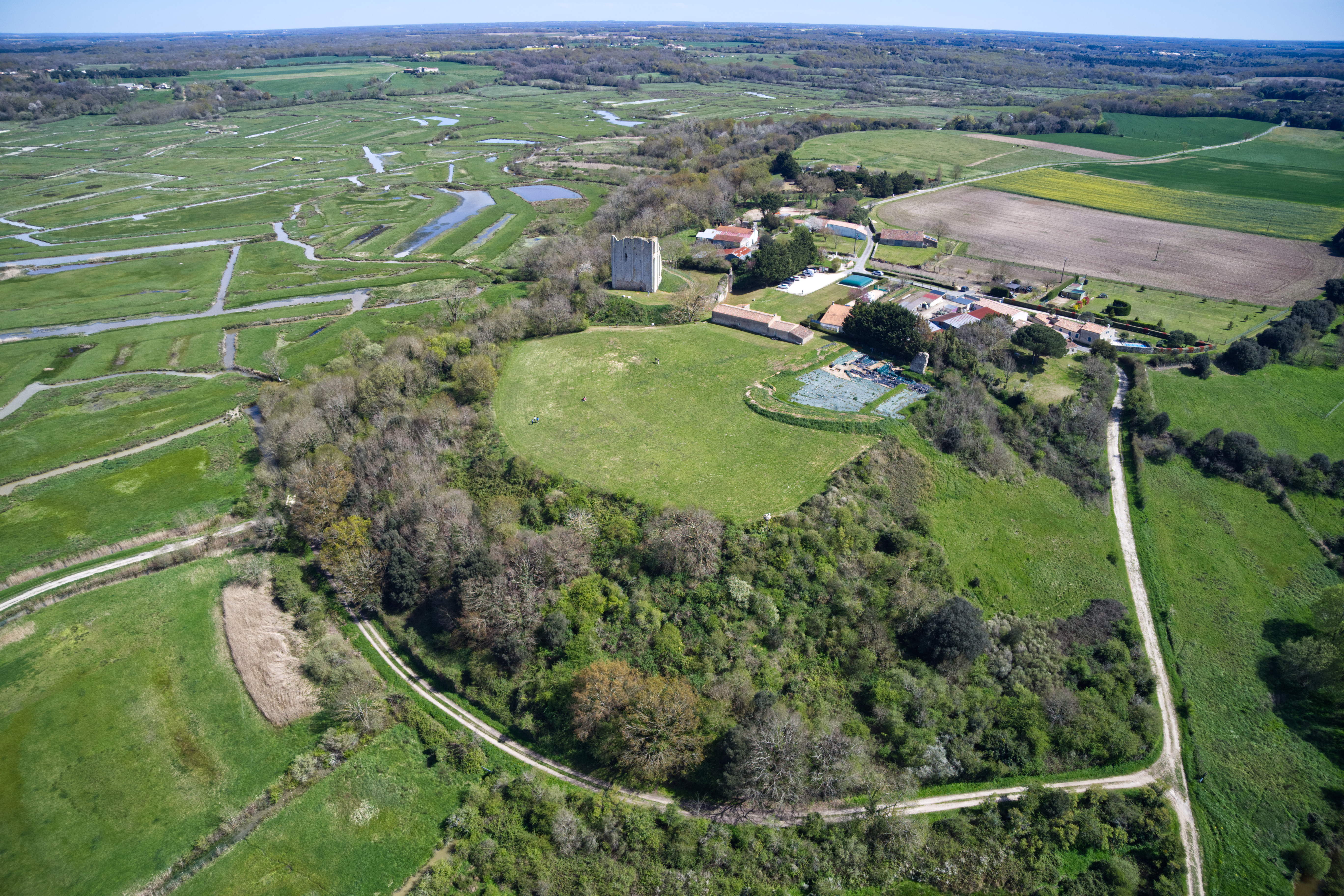
La tour de Broue, la motte et l'emplacement du château fort, vus du ciel.

Les ruines du donjon roman, bâti sur une colline haute de 27 mètres dominant l'ancien golfe de Brouage, sont tout ce qui subsiste d'un puissant château fort dont les origines remontent au XIe siècle. À cette époque, les marais ne s'étaient pas encore formés, et l'océan battait les remparts de cet important édifice défensif. Broue formait alors un port maritime, une paroisse et une châtellenie, dont l'enrichissement était dû au commerce du sel.
Un château est mentionné à cet emplacement pour la première fois dans une charte de 1047, mais il existe probablement au début du XIe siècle, quand le comte de Poitiers et duc d’Aquitaine Guillaume le Grand accorde au comte d’Anjou Foulque Nerra « Saintes et quelques châteaux ».
À l'époque où la Saintonge, comme le reste de l’Aquitaine, est sous influence anglaise, le château passe aux mains de Simon Burleigh, conseiller du roi Édouard III d'Angleterre, à la suite de son mariage avec Marguerite de Baussay. En ces temps de conflits entre les armées du roi de France et d'Angleterre, Isabelle de Valois sera retenue à compter du 29 juillet 1372 quelque temps prisonnière dans le château, avant d'être libérée après d'âpres négociations[réf. nécessaire]. En août 1372, le château est assiégé par Bertrand Du Guesclin, qui reprend la place aux Anglais après une rude bataille, délivrant la princesse.
En 1380, le roi Charles V accorde le château et les droits et privilèges seigneuriaux s'y rattachant à Renaud VI de Pons. Les sires de Pons garderont le château jusqu'au début du XVIIe siècle, avant de finalement l'abandonner, du fait de l'envasement de l'ancien golfe, rendant le site obsolète d'un point de vue stratégique. Au XVIIIe siècle, le château apparaît déjà ruiné sur les cartes de Claude Masse.

## Description
Le château était organisé autour d'un corps principal, d'une cour intérieure, d'une chapelle et du donjon proprement dit, qui mesurait alors près de 30 mètres de haut. L'ensemble étant clos par une série de remparts, dont il subsiste quelques vestiges. Autour du château existait une petite ville dont il ne reste rien, mis à part quelques pans de murs à demi ruinés.
Le donjon roman qui ne mesure plus que 25 mètres avec quatre niveaux, devait servir d'amer aux navires croisant dans les parages. Il laisse apparaître deux murs en moellons soutenus par des contreforts plats. Au pied de celui-ci est creusé un fossé ceint d'une chemise dont il reste quelques vestiges, qui mesuraient à l'origine près de sept mètres de haut, et une tour.
L'église paroissiale, enlisée, se dressait également sur ce roc.

## Propriétaires successifs

Armes de la famille de Baussay

En 1047, il appartient à Geoffroy Martel, fils de Foulque Nerra, qui sera le premier comte de Broue.
En 1062, le comte de Poitiers Guy-Geoffroy chasse par les armes Geoffroy Martel et prend alors en mains la destinée de Broue.
De 1162 à 1277, le château appartient aux seigneurs de Doë.
Il passe ensuite à la maison des Rochefort jusque vers 1330. Enfin, il passe à la maison de Baussay, puis aux sires de Pons.

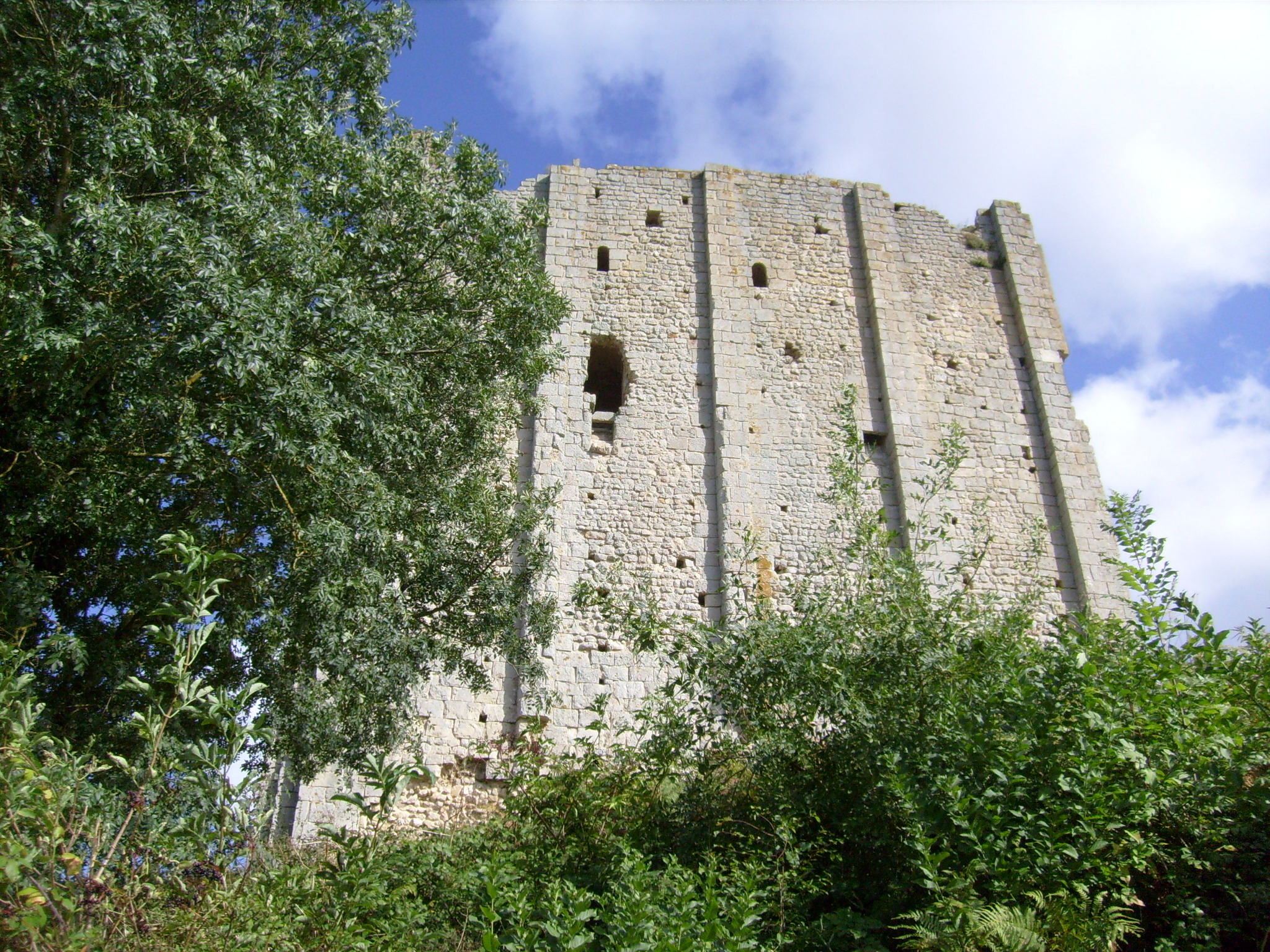
Vue sur le donjon depuis le sentier de promenade.
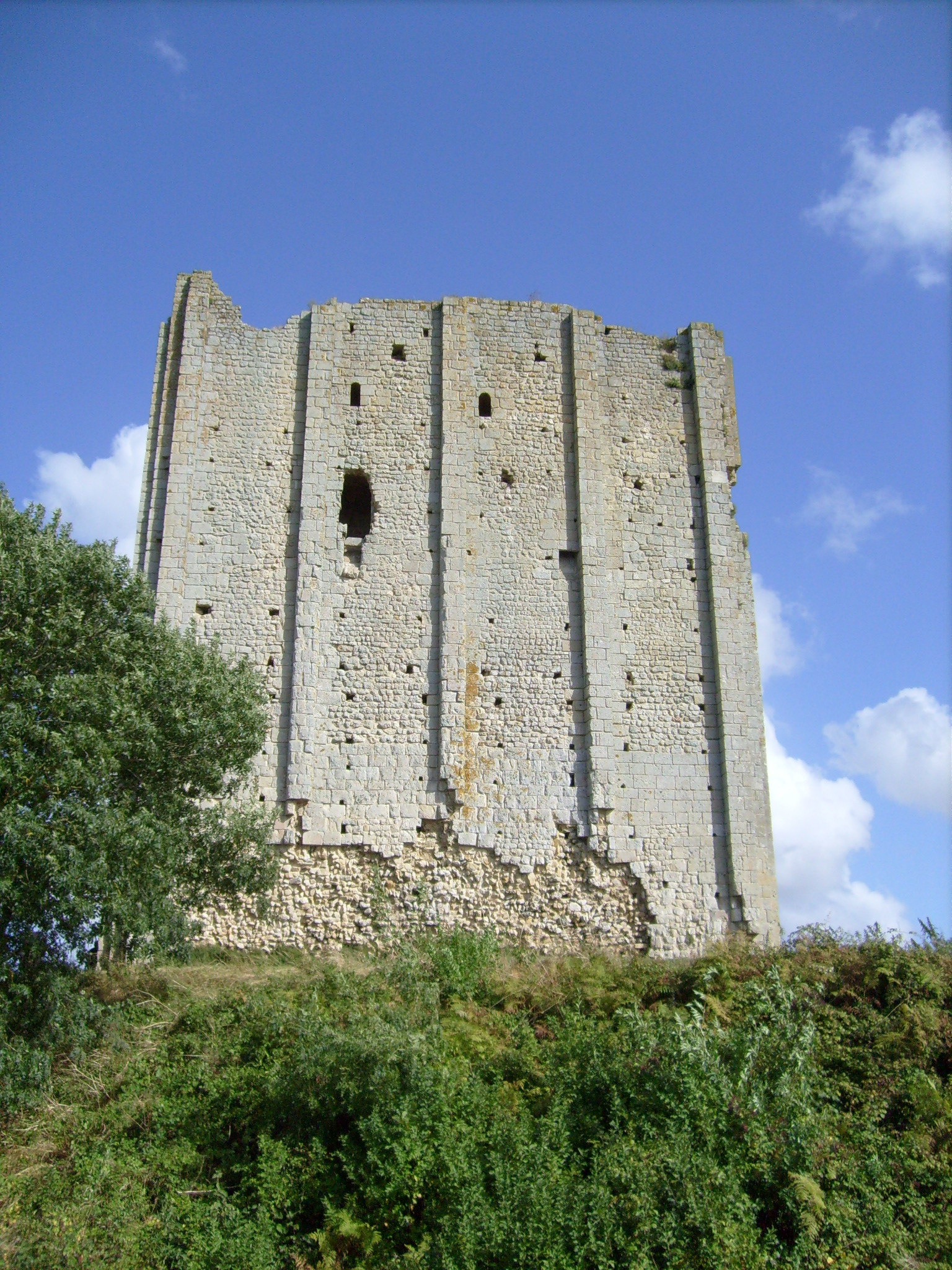
Pan de mur du donjon, muni de ses contreforts.
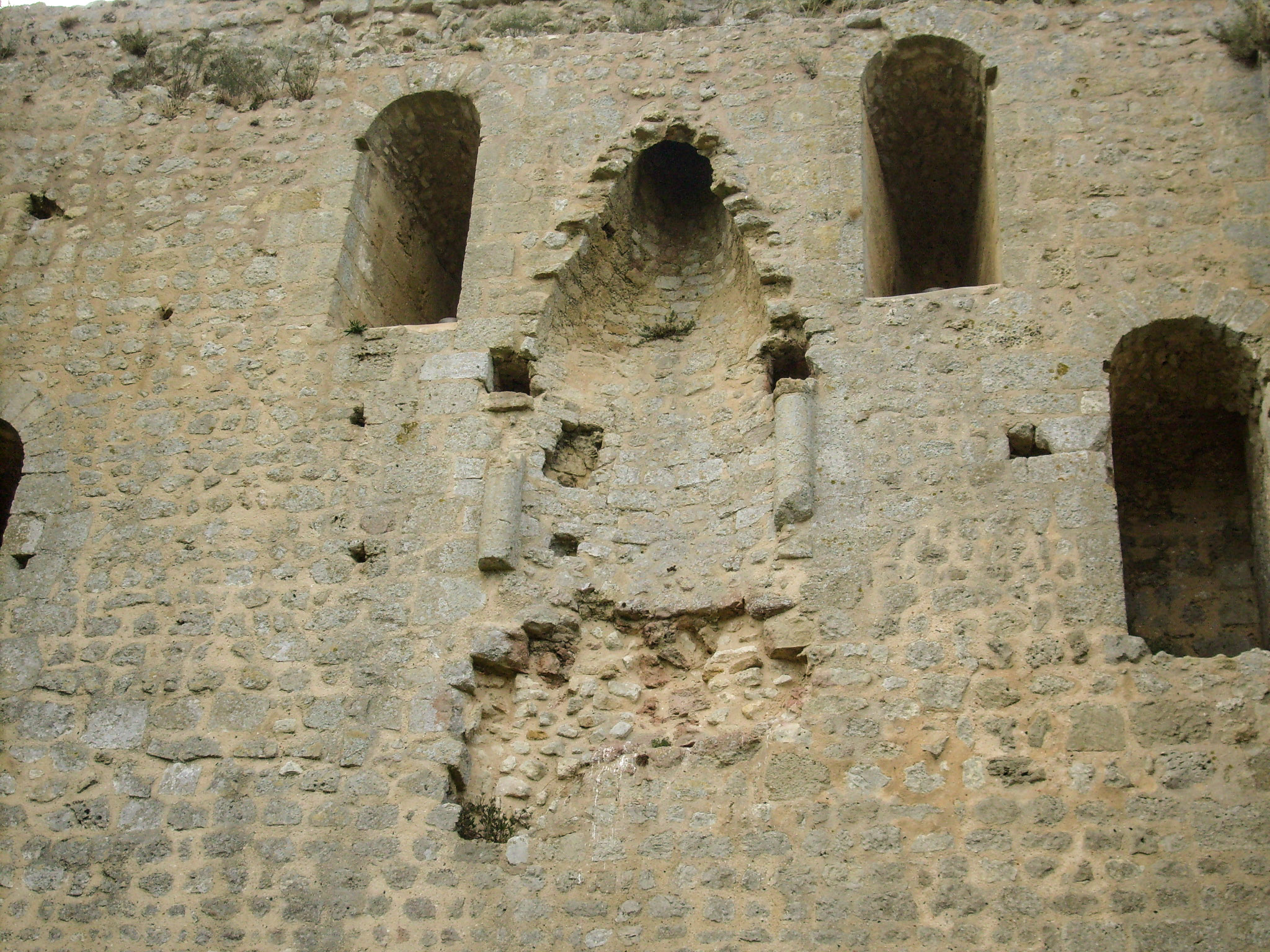
Les vestiges de la cheminée du logis.
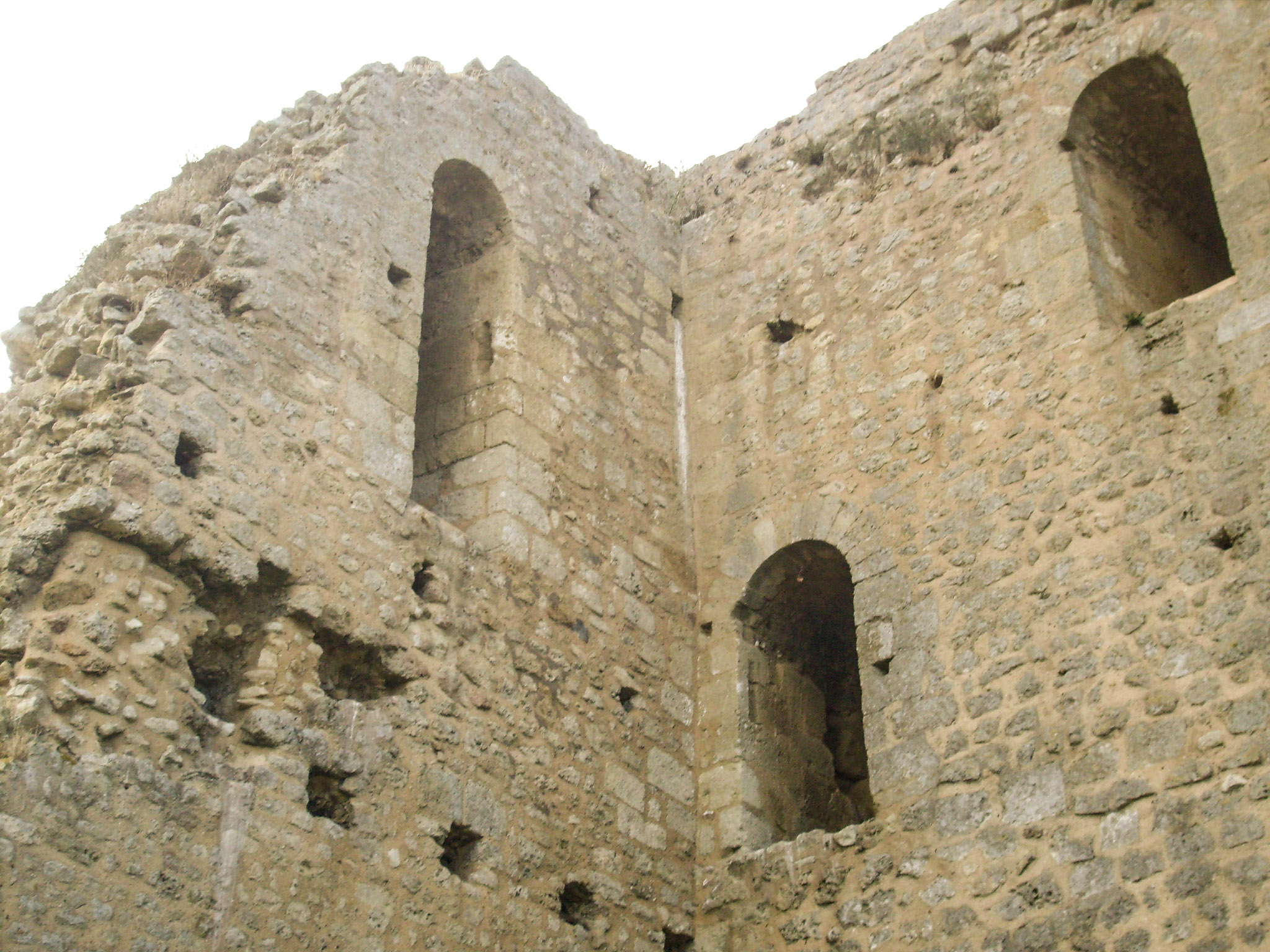
Anciennes niches et traces du plancher initial.